# 結川カズノ
結川 カズノ（ゆいかわ かずの）は、日本のイラストレーター、漫画家。

## 作品リスト

### 小説挿絵
ライトノベル
- マギの魔法使いシリーズ（瑞山いつき著、角川ビーンズ文庫）
- 白と黒のバイレシリーズ（瑞山いつき著、角川ビーンズ文庫）
- フェル・ルトラウスの珠 赤竜と目覚めの王子（夏目瑛子著、B's-LOG文庫）
- 花冠の騎士(ガーランド)（榛乃綾子著、一迅社文庫アイリス）
- 駒王神社深川家物語―神楽と丹生（星隈真野著、ファミ通文庫）
- 魔王をプロデュース!? （甲田由著、幻狼ファンタジアノベルス）
- シャイターンの花嫁シリーズ（栗原ちひろ著、一迅社文庫アイリス）
- 天狐の皇子 九尾の剣、閃く（加納邑著、一迅社文庫アイリス）
- 天藍国の空読み師 異世界で天気予報はじめます。（こでまり著、カドカワBOOKS）
- 美人の姉が嫌がったので、どう見ても姿絵が白豚の次期伯爵に嫁ぎましたところ（真波潜著、SQEXノベル）
- 追放された公爵令嬢、ヴィルヘルミーナが幸せになるまで。（ただのぎょー著、アース・スター ルナ）

BL小説
- 他人同士（秀香穂里著、グラスブルーノベルス）

児童書
- 長ぐつをはいた猫（シャルル・ペロー原作、伊豆平成作、角川つばさ文庫）
- 少女ポリアンナ（エレナ・ポーター原作、木村由利子作、角川つばさ文庫）
- リンカーン アメリカを変えた大統領（越水利江子作、角川つばさ文庫）

### 漫画
- ベイビーわるきゅーれ エブリデイ!（「ドラマ ベイビーわるきゅーれ」製作委員会・阪元裕吾 原作、U-NEXT Comic）

### ゲーム
- ラスト・エスコート 〜深夜の黒蝶物語〜（ディースリー・パブリッシャー）- キャラクターデザイン、原画
- ラスト・エスコート  〜黒蝶スペシャルナイト〜（ディースリー・パブリッシャー）- キャラクターデザイン、原画
- 勇者30（マーベラスエンターテイメント）- 一部キャラクターデザイン
- 勇者30 SECOND（マーベラスエンターテイメント）- 一部キャラクターデザイン
- ドットカレシ-We're 8bit Lovers!-（Rejet）- 一部キャラクターデザイン、原画

### CD
- ラスト・エスコート 〜深夜の黒蝶物語〜 Original Sound Track featuring AN'S ALL STARS
- 癒されbar若本CD Vol2（株式会社インフィニブレイン） - キャラクターデザイン、原画
- お仕事男子シリーズ（ブロッコリー）- キャラクターデザイン、原画
  - お仕事男子Vol.1 職業 サラリーマン
  - お仕事男子Vol.2 職業 医者
  - お仕事男子Vol.3 職業 美容師
  - お仕事男子Vol.4 職業 警官
  - お仕事男子Vol.5 職業 アイドル
  - お仕事男子Vol.6 職業 呉服屋
- FULL SCOREシリーズ（マリン・エンタテインメント）- キャラクターデザイン、原画
  - FULL SCORE01-side Rock-

### ファンブック
- ラスト・エスコート 〜深夜の黒蝶物語〜 公式ビジュアルファンブック（エンターブレイン）
- ラスト・エスコート 〜黒蝶スペシャルナイト〜 コンプリートガイド（エンターブレイン）

### アンソロジー
- ラスト・エスコート 公式アンソロジーコミック 深夜のシャンパンコール（マイクロマガジン社）
- ペルソナ 〜トリニティ・ソウル〜 コミックアンソロジー（光文社・火の玉ゲームコミックシリーズ） - ※表紙
- にこにこ腐女子（ホビージャパン）
- らっきー!腐女子（ホビージャパン）
- やがて君になる 公式アンソロジー(電撃コミックスNEXT) 表紙& [イン ザ ボックス]